# Bruntrast
Bruntrast (Turdus eunomus) är en asiatisk fågel som tillhör familjen trastar. Den häckar i norra Sibirien. Vintertid flyttar den till östra och södra Kina, Korea och Japan. Den har sällsynt och tillfälligt påträffats i Europa, bland annat i Sverige och Finland. Tidigare behandlades bruntrasten och rödtrasten (Turdus naumanni) som samma art. IUCN kategoriserar den som livskraftig.

## Utseende
Bruntrasten är en ganska liten (20–23 cm) trast, i samma storlek som taltrasten. Den har ett svartvitt tecknat huvud med vitt ögonbrynsstreck och svart kind. Ryggen är mörk och svartfläckig rygg, stjärten mörkbrun och vingovansidorna lysande kopparbruna. Undersidan är vitaktig med grova svarta fläckar på flankerna och i form av ett svart tvärband på bröstet. Hanen och honan liknar varandra, men den senare är något mindre kontrastrik.

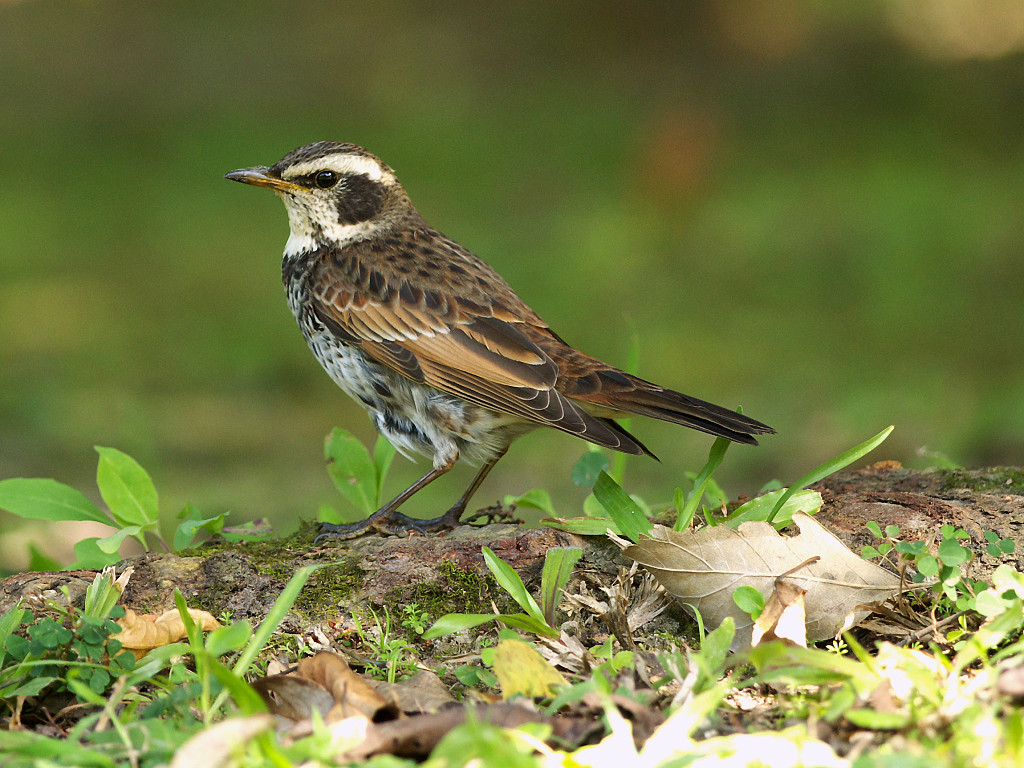
Hane i Taipei, Taiwan.
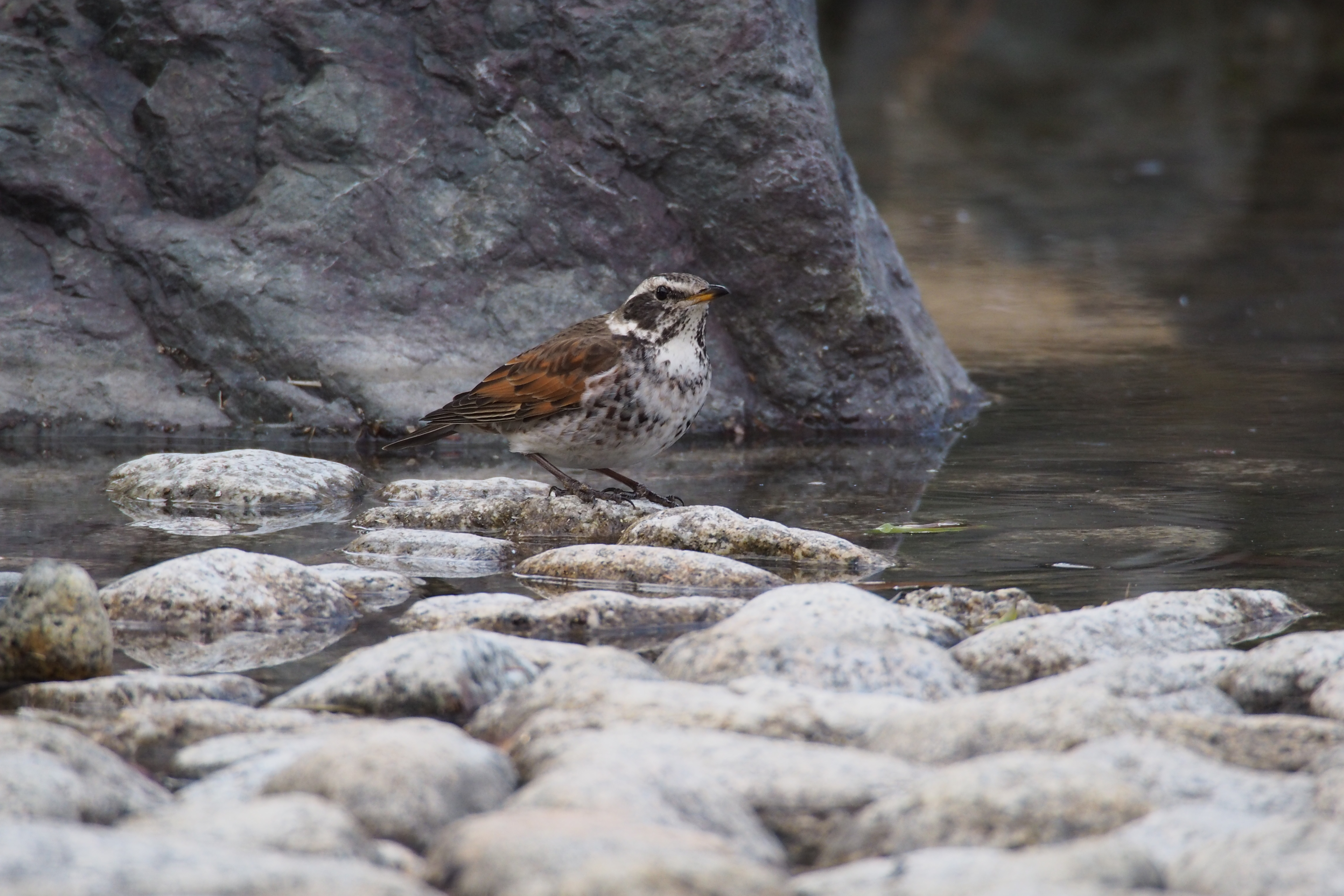
Hane i Kobe, Japan.
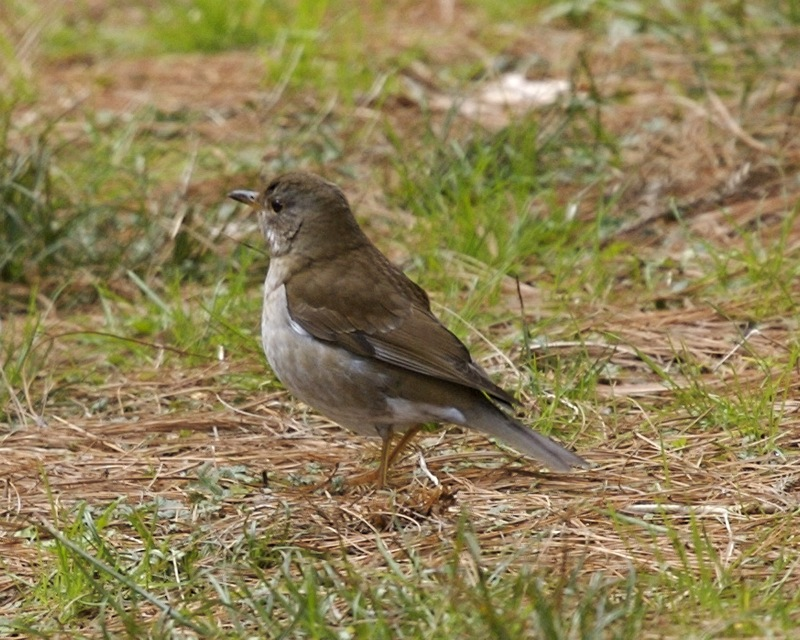
Hona i Kyoto, Japan.

## Läte
Locklätet är likt björktrastens, ett kvidande "giieh" eller smackande "tjack-tjack". Sången som framförs av hanen från högt upp i ett träd består av en serie med ljudliga och melodiska fraser med tre till fem toner, innehållande både fylligt flöjtande, fallande visslingar och torra drillar. Ibland hörs en mycket längre variant med ton av koltrast, taltrast eller till och med sydnäktergal. Sången sägs vara kraftigare och mer varierad än rödtrastens.

## Utbredning och systematik
Bruntrasten häckar från norra Sibirien österut till Kamtjatka, jämfört med närbesläktade rödtrasten längre åt norr, men också både väster och öster. Den övervintrar längre österut än rödtrasten, i Japan, Sydkorea, östra och södra Kina, Myanmar och sällsynt även i Taiwan. Den behandlas som monotypisk, det vill säga att den inte delas in i några underarter.

### Taxonomi och namn
Bruntrasten beskrevs första gången som art av den holländske zoologen Coenraad Jacob Temminck år 1820. Det vetenskapliga artnamnet eunomus är en latinisering av grekiskans eunomos, som betyder "välordnad".

### Artstatus och släktskap
Bruntrasten är nära släkt med rödtrasten (T. naumanni) och fram tills nyligen oftast behandlats som en och samma art. Trots att utbredningsområdena för bruntrast och rödtrast överlappar är dock hybridisering ovanligare än förväntat. Dessa båda är närmast släkt med de asiatiska trastarna svarthalsad trast (T. atrogularis) och rödhalsad trast (T. ruficollis), även de tidigare ansedd som en och samma art, då med namnet taigatrast. Även ringtrasten (T. torquatus) är närbesläktad.

### Bruntrasten i Europa
Bruntrasten är en mycket sällsynt gäst i Europa, dock vanligare än rödtrasten. I Sverige påträffades den första gången i november 2011 i Låssa, Uppland. Därefter har den setts vid ytterligare fyra tillfällen: två i januari 2012 med en hane i Bergkvara, Småland och en hona i området Ytterbo-Järpsäter-Överbosjön i Södermanland, ett fynd på Gotland i Augstens, Vamlingbo i juni 2020 samt en ung hane i Visby december 2021. Utöver de svenska fynden har arten setts i Norge, Finland, Storbritannien, Tyskland, Nederländerna, Belgien, Polen, Österrike, Frankrike och Italien.

## Ekologi
Bruntrasten häckar i träd och lägger tre till fem ägg i ett oordnat men prydligt fodrat bo. Flyttande fåglar formar ofta små flockar. Bruntrasten är omnivor och äter olika sorters insekter, framför allt myggor, men även maskar och bär.

## Status och hot
Artens beståndsutveckling är okänd, men utbredningsområdet är mycket stort. Därför kategoriserar internationella naturvårdsunionen IUCN arten som livskraftig. Världspopulationen har inte uppskattats, men den beskrivs som vanlig i sitt utbredningsområde.